# Rambler (portal)
Rambler (en ruso: Рамблер) es un motor de búsqueda ruso y uno de los mayores portales web de Rusia. Es propiedad de Rambler Media Group, que pertenece a Prof-Media desde 2006. El portal ofrece búsqueda web, servicios de correo y comercio electrónico y agregador web para la comunidad de habla rusa. También ofrece los siguientes sitios propiedad del grupo Rambler: 
- Lenta.ru: un periódico digital en ruso.
- Doktor.ru: sitio dedicado al consejo médico.
- Mama.ru: sitio dedicado al ámbito de los padres y los bebés.
- Ferra.ru: información y actualidad sobre informática.

El 18 de julio de 2008 se anunció que Google había adquirido Begun, parte de Rambler Media y uno de los mayores servicios de publicidad contextual por 140 millones de dólares, pero las autoridades rusas antitrust rechazaron la operación.
Los principales competidores de Rambler en el mercado ruso son Yandex y Mail.ru.